# Aetana omayan
Aetana omayan là một loài nhện trong họ Pholcidae. Loài này được phát hiện ở Filipijnen.